# Паулінью да Алмейда
Паулу да Алмейда Рібейру (порт. Paulo de Almeida Ribeiro, 15 квітня 1932, Порту-Алегрі — 11 червня 2007, Сан-Паулу), також відомий як Паулінью (порт. Paulinho) — бразильський футболіст, що грав на позиції захисника, зокрема, за клуби «Інтернасьйонал» та «Васко да Гама», а також національну збірну Бразилії. По завершенні ігрової кар'єри — тренер.
Триразовий переможець Ліги Гаушу. Дворазовий переможець Ліги Каріока. Переможець Ліги Баїяно (як тренер). Переможець Ліги Гаушу (як тренер). Дворазовий переможець Ліги Мінейро (як тренер).

## Клубна кар'єра
Народився 15 квітня 1932 року в місті Порту-Алегрі. Вихованець футбольної школи клубу «Патернон».
У дорослому футболі дебютував 1950 року виступами за команду «Інтернасьйонал», в якій провів чотири сезони.
1954 року перейшов до клубу «Васко да Гама», за який відіграв 10 сезонів.
Завершив професійну кар'єру футболіста виступами за команду «Васко да Гама» у 1965 році.

## Виступи за збірну
1954 року дебютував в офіційних матчах у складі національної збірної Бразилії. Протягом кар'єри у національній команді провів у її формі 3 матчі.
У складі збірної був учасником:
чемпіонату світу 1954 року у Швейцарії. Був присутній в заявці збірної, але на поле не виходив.;
чемпіонату Південної Америки 1957 року у Перу, де разом з командою здобув «срібло»;
Чемпіонату Південної Америки 1959 року в Аргентині, де разом з командою також здобув «срібло».

## Кар'єра тренера
Розпочав тренерську кар'єру невдовзі по завершенні кар'єри гравця, 1966 року, очоливши тренерський штаб клубу «Інтернасьйонал».
1968 року став головним тренером команди «Васко да Гама», тренував команду з Ріо-де-Жанейро один рік.
Згодом протягом 1969 року очолював тренерський штаб клубу «Наутіко Капібарібе».
1971 року прийняв пропозицію попрацювати у клубі «Ботафогу». Залишив команду з Ріо-де-Жанейро того ж року.
Протягом 1972 року був головним тренером команди «Віторія» (Салвадор).
1980 року був запрошений керівництвом клубу «Греміо» очолити його команду, з якою пропрацював один рік.
У 1981 році очолював тренерський штаб команди «Ботафогу».
Наступного року став головним тренером команди «Палмейрас», тренував команду із Сан-Паулу один рік.
Згодом протягом того ж 1982 року очолював тренерський штаб клубу «Флуміненсе».
1983 року прийняв пропозицію попрацювати у клубі «Атлетіко Мінейру». Залишив команду з Белу-Орізонті 1983 року.
Протягом 1988 року був головним тренером команди «Атлетіко Мінейру».
Згодом, того ж року був запрошений керівництвом клубу «Сан-Паулу» очолити його команду, з якою пропрацював до кінця року.
Протягом тренерської кар'єри також очолював команди «Оларія», «Бангу», «Америка» (Ріо-де-Жанейро), «Клуб Ремо», «Корітіба», «Спорт Ресіфі», «Сеара», «Віла-Нова», «Кампу Гранді», «Баїя», «Ріо-Бранку», «Санта-Круз», «Пайсанду» та «Жоїнвіль».
Останнім місцем тренерської роботи був клуб «Мото Клуб», головним тренером команди якого Паулінью да Алмейда був протягом 1996 року.
Помер 11 червня 2007 року на 76-му році життя у місті Сан-Паулу, бо страждав від хвороби Альцгеймера.

## Титули і досягнення

### Як гравця
- Переможець Ліги Гаушу (3):

«Інтернасьйонал»: 1951, 1952, 1953
- Переможець Ліги Каріока (2):

«Васко да Гама»: 1956, 1958
- Володар Кубка Бернардо О'Хіггінса (1):

Бразилія: 1955
- Володар Кубка Освалдо Круза (1):

Бразилія: 1955
- Володар Кубка Рока (1):

Бразилія: 1957
- Переможець турніру Ріо-Сан-Паулу (1):

«Васко да Гама»: 1958
- Срібний призер Чемпіонату Південної Америки: 1957, 1959 (Аргентина)

### Як тренера
- Переможець Ліги Баїяно (1):

«Віторія»: 1972
- Переможець Ліги Гаушу (1):

«Греміу Пруденті»: 1980
- Переможець Ліги Мінейро (2):

«Атлетіко Мінейру»: 1983, 1988
- Переможець Ліги Баїяно (1):

«Баїя»: 1987